# Johannes Theodor Reinhardt
Johannes Theodor Reinhardt, född 3 december 1816 i Köpenhamn, död 23 oktober 1882 i Frederiksberg, var en dansk zoolog, herpetolog och upptäcktsresande. Reinhardt deltog i den första danska världsomseglingen åren 1845-1847 men lämnade expeditionen i förtid 1847.

## Biografi
Johannes Theodor Reinhardt föddes 1816 som första barn till familjen Johannes Christopher Hagemann Reinhardt (1776-1845) och dennes fru Mette Margrethe Nicoline Hammeleff (1782-1831). Hans yngre syster Mathilde Wilhelmine (1820-1900) blev senare författare.
Reinhardt tog studenten 1834 vid Metropolitanskolen vartefter han först började läsa medicin men växlade snart till zoologi. Reinhardt tog aldrig examen men han värvades senare ändå till att delta i Galathea-expeditionen.
Den 24 juni 1845 lämnade korvetten Galathea hamnen i Köpenhamn. Under resan insamlade Reinhardt en mängd specimen.
När Galathea anlände till Rio de Janeiro den 25 maj 1847 lämnade Reinhardt expeditionen för att på kungligt uppdrag besöka paleontologen Peter Wilhelm Lund stationerad i Lagoa Santa. Reinhardt återvände hem först i mars 1848.
Efter sin hemkomst utnämndes Reinhardt till kurator vid Kongelige naturhistoriske museums zoologiska avdelning för däggdjur och fåglar, en befattning han innehade till sin död.
År 1850 återvände Reinhardt till Lagoa Santa för att insamla ytterligare specimen, han stannade till 1852, även åren 1854 till 1856 tillbringade han i samma trakter i Brasilien. År 1854 utnämndes han till professor.
År 1856 började han som docent i zoologi vid Den Polytekniske Læreanstalt där han undervisade till 1878, i april 1856 upptogs han även som ledamot i Det Kongelige Danske Videnskabernes Selskab.
År 1861 blev han även extraordinär docent i zoologi vid Köpenhamns universitet där han undervisade till 1878.
Reinhardt publicerade en rad herpetologiska artiklar framför allt om ormar (bland de ormar han som förste beskrev finns snokarterna Alsophis portoricensis och Elachistodon westermanni men även om däggdjur (t.ex. Saimiri oerstedii) och fåglar.
År 1848 uppkallade Hermann Schlegel boaormen Calabaria reinhardtii efter Reinhardt.
Reinhardt avled 1882 och ligger begravd på Assistens Kirkegård i Nørrebro i Köpenhamn.

## Utmärkelser
- Riddare av Dannebrogorden,  1867[3]

[Redigera Wikidata]